# Discomiosis synnephes
Discomiosis synnephes är en fjärilsart som beskrevs av Louis Beethoven Prout 1915. Discomiosis synnephes ingår i släktet Discomiosis och familjen mätare. Inga underarter finns listade i Catalogue of Life.